# Diego Raúl Pozo
Diego Raúl Pozo (Mendoza, Provincia de Mendoza, Argentina; 16 de febrero de 1978) es un exfutbolista y entrenador argentino. Jugó de arquero y su último club fue Sportivo Belgrano. 

## Trayectoria

### Como jugador
Comenzó su carrera en las divisiones inferiores de Godoy Cruz donde formó parte del plantel profesional desde el año 1995 hasta el año 2005, cuando fue transferido a Huracán de Parque Patricios. Un año más tarde vistió la camiseta de Talleres de Córdoba. En el año 2007 jugó para Instituto de Córdoba. En el 2008 firmó para Colón de Santa Fe. En julio de 2013 volvió a Huracán. En 2014 fichó en Rangers de Talca, por petición de Fernando Gamboa quien lo había dirigido en Colón, allí recibió 25 goles y su equipo perdió la categoría. Finalmente, terminó su carrera en 2015, en Sportivo Belgrano de San Francisco.[cita requerida]

### Como entrenador
Comenzó su carrera, en 2015, siendo ayudante de campo de Juan Alejandro Abaurre en Gutiérrez Sport Club. A mediados de 2018, se hizo cargo del plantel de Gimnasia y Esgrima de Mendoza, en la Liga Mendocina de Fútbol, como entrenador oficial. Un año más tarde, pasó a dirigir el plantel superior en la Primera Nacional.

## Selección nacional
Fue internacional con la Selección de fútbol de Argentina. En el mes de mayo de 2009, Diego Maradona lo citó para disputar un encuentro amistoso, enfrentando a Panamá. Más tarde sería citado en el choque amistoso con Ghana. El 30 de septiembre del mismo año y posteriormente, en el mes de octubre, fue convocado para disputar los últimos dos encuentros de eliminatorias frente a Perú y Uruguay, como tercer arquero, detrás de Sergio Romero y Mariano Andújar.[cita requerida]
El 26 de noviembre volvió a ser convocado para jugar un partido amistoso frente al combinado de Cataluña, en España, en el que fue titular, como contra Panamá y Ghana. En mayo de 2010 jugó también contra Haití. No obstante, esos partidos no reunieron las condiciones de amistoso internacional clase A, por lo que no cuentan como participaciones oficiales con la Selección.[cita requerida]
Tras el último encuentro mencionado, fue incluido por Maradona en la nómina de 30 jugadores preseleccionados para jugar el Mundial de Sudáfrica 2010 y quedó entre los 23 del plantel definitivo.

### Participaciones en Copas del Mundo
| Mundial           | Sede      | Resultado        | Partidos | Goles |
| ----------------- | --------- | ---------------- | -------- | ----- |
| Copa Mundial 2010 | Sudáfrica | Cuartos de final | 0        | 0     |

### Partidos internacionales
| 1 | 20-05-2009 | Santa Fe  | Argentina | 3:1 | Panamá    | Amistoso | 0 |
| 2 | 30-09-2009 | Córdoba   | Argentina | 2:0 | Ghana     | Amistoso | 0 |
| 3 | 22-12-2009 | Barcelona | Cataluña  | 4:2 | Argentina | Amistoso | 0 |
| 4 | 06-05-2010 | Cutral Có | Argentina | 4:0 | Haití     | Amistoso | 0 |

## Estadísticas

### Como jugador
| Club              | País      | Año       |
| ----------------- | --------- | --------- |
| Godoy Cruz        | Argentina | 1995-2005 |
| Huracán           | Argentina | 2005-2006 |
| Talleres          | Argentina | 2006-2007 |
| Instituto         | Argentina | 2007-2008 |
| Colón             | Argentina | 2008-2013 |
| Huracán           | Argentina | 2013      |
| Rangers           | Chile     | 2014      |
| Sportivo Belgrano | Argentina | 2014-2015 |

#### Resumen estadístico
|                        | Partidos | Goles | Promedio |
| ---------------------- | -------- | ----- | -------- |
| Liga                   | 395      | 5     | 0,01     |
| Copas nacionales       | 1        | 0     | 0,00     |
| Copas internacionales  | 6        | 0     | 0,00     |
| Selección de Argentina | 4        | 0     | 0,00     |
| Total                  | 406      | 5     | 0,01     |

### Como entrenador
| Club                   | Torneo        | Temp.         | Pts. | PD  | G  | E  | P  | GF  | GC  | Dif. | Efect. (%) |
| ---------------------- | ------------- | ------------- | ---- | --- | -- | -- | -- | --- | --- | ---- | ---------- |
| Gimnasia (M) Argentina | LMF           | 2018          | 67   | 39  | 18 | 13 | 8  | -   | -   | -    | 57.26%     |
| Gimnasia (M) Argentina | CAR           | 2018-19       | 1    | 1   | 0  | 1  | 0  | 1   | 1   | 0    | 33.33%     |
| Gimnasia (M) Argentina | PN            | 2019-20       | 27   | 20  | 7  | 6  | 7  | 20  | 20  | 0    | 45%        |
| Gimnasia (M) Argentina | PN            | 2020          | 7    | 8   | 1  | 4  | 3  | 11  | 14  | -3   | 29.17%     |
| Gimnasia (M) Argentina | PN            | 2021          | 44   | 32  | 11 | 11 | 10 | 34  | 35  | -1   | 45.83%     |
| Gimnasia (M) Argentina | PN            | 2022          | 0    | 2   | 0  | 0  | 2  | 0   | 2   | -2   | 0%         |
| Gimnasia (M) Argentina | CAR           | 2022          | 0    | 1   | 0  | 0  | 1  | 0   | 2   | -2   | 0%         |
| Gimnasia (M) Argentina | Total club    | Total club    | 146  | 103 | 37 | 35 | 31 | 66  | 74  | -8   | 47.71%     |
| Racing (C) Argentina   | PN            | 2023          | 23   | 17  | 6  | 5  | 6  | 24  | 21  | +3   | 45.1%      |
| Racing (C) Argentina   | PN            | 2024          | 3    | 5   | 0  | 3  | 2  | 4   | 7   | -3   | 20%        |
| Racing (C) Argentina   | Total club    | Total club    | 26   | 22  | 6  | 8  | 8  | 28  | 28  | 0    | 39.39%     |
| Patronato Argentina    | PN            | 2024          | 20   | 21  | 6  | 2  | 13 | 21  | 26  | -5   | 31.75%     |
| Patronato Argentina    | Total club    | Total club    | 20   | 21  | 6  | 2  | 13 | 21  | 26  | -5   | 31.75%     |
| Total carrera          | Total carrera | Total carrera | 192  | 146 | 49 | 45 | 52 | 115 | 128 | -13  | 43.84%     |